# Métro de Rio de Janeiro
Le métro de Rio de Janeiro (en portugais: Metrô do Rio de Janeiro ou Metropolitano de Rio de Janeiro) est le réseau de métro de Rio de Janeiro. Composé de trois lignes, il a été inauguré en mars 1979. Ce réseau est complété par un réseau de lignes de banlieue, SuperVia Trens Urbanos, composé de huit lignes dont quatre principales de 270 km avec 104 stations (94 km et 58 stations dans la principale zone urbaine de Rio), ainsi que par un réseau de tramway.

## Histoire
À Rio de Janeiro, les transports doivent s'adapter à une topographie particulière. L’agglomération présente de nombreuses collines plongeant vers l’Océan atlantique et la baie de Guanabara qui sépare les villes de Rio et de Niteroi, reliées par un viaduc routier, ce qui limite les couloirs de déplacements et nécessite le creusement de tunnels. Dans la baie se trouvent l’île du Gouverneur sur laquelle se situe l’aéroport international et l’île du Fundao où se situe la cité universitaire. Autour de la baie se trouve une presqu’île séparant différentes plages sur laquelle se situe le Pain de sucre. Au centre de l’agglomération se situe le parc national de Tijuca avec, sur la colline du Corcovado, le célèbre monument du Christ rédempteur.

### Le projet
À l'époque de l'étude préliminaire pour un métro, vers la fin des années 1960, l'agglomération de Rio de Janeiro comptait déjà six millions d'habitants, nombre considéré comme nettement supérieur au seuil pour qu'une ville dispose d'un système de transport rapide de masse.
Le plan de 1968 établit deux horizons : une ligne prioritaire prévue pour 1975 et un réseau général de métro pour 1990.
Le 12 décembre 1968 est créée la Compagnie du Métropolitain de Rio de Janeiro, société d'économie mixte liée à l'État de Guanabara (Rio de Janeiro, aujourd'hui). Son premier président a été le général Milton Mendes Gonçalves.

### La construction du métro, premières étapes
En juin 1970 les travaux ont effectivement commencé. Un manque de ressources entre 1971 et 1974 a retardé la construction.

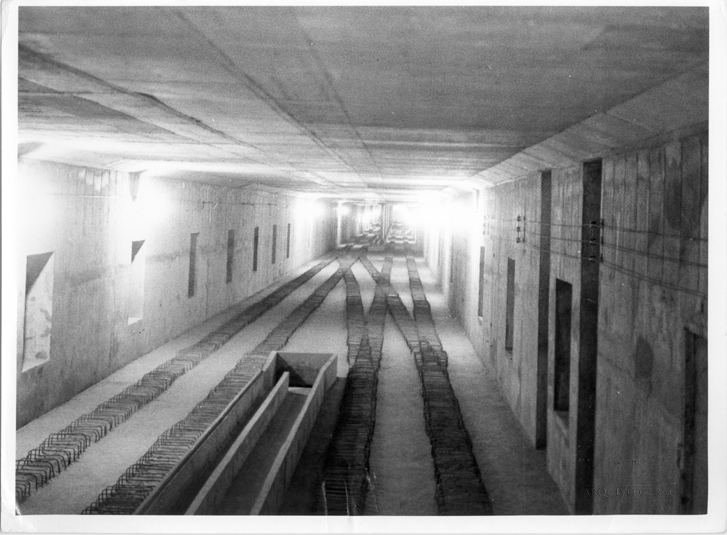
Un tunnel de la ligne 1 en construction dans les années 1970.

En 1973, commence la prestation de services techniques d'appui auprès du constructeur public par la SOFRETU après le départ de l'équipe allemande de la première phase. Son champ d'action était principalement tourné vers les études des équipements et du matériel roulant pour les 12 km alors prévus pour la ligne 1. Les voitures ont été conçues de façon à pouvoir atteindre une capacité de 80000 voyageurs par heure et par sens sans augmenter la longueur des quais en construction et prévus pour 6 voitures. Pour cette raison, les systèmes de signalisation et de pilotage automatique ont été conçus afin de permettre un intervalle réduit de 90 secondes. En 1975, les études commencent pour la ligne 2, conçue d'abord comme un prémétro transformable en métro dès que la fréquentation l'exigerait.
Le 19 mars 1979, l'exploitation commence sur 5 km et cinq stations : Praça Onze, Central, Presidente Vargas, Cinelândia et Glória, mise en service de 9 à 15 heures. L'ouverture de la ligne a été étendue en décembre de la même année jusqu'à 23 heures, y compris les samedis.
En mars 1980, la station Uruguaiana est inaugurée et en septembre la ligne est prolongée d'une station Estácio. En janvier 1981, c'est la station Carioca qui est mise en service sur le trajet déjà existant.
Un moment significatif dans l'évolution du réseau du métro fut l'inauguration, en septembre 1981, du tronçon allant jusqu'à la station Botafogo avec trois stations intermédiaires. Jusque-là, le métro desservait le centre, mais n'atteignait pas son objectif de transport de masse permettant les navettes entre résidence et lieu de travail.
En mai 1982, fut mis en service le tronçon Estácio - Saens Peña (trois stations) qui complétait le réseau de base prioritaire, tel que défini en 1975 desservant le quartier de la Tijuca qui souffrait de problèmes d'accès, aggravés par la croissance de la population. La ligne atteint alors 11,6 km en exploitation avec 15 stations.
Le 19 novembre 1981 fut inaugurée la ligne 2 avec un tronçon de 2,9 km entre Estácio et Maracanã et une station intermédiaire. En mars 1983, la ligne est prolongée de Maracanã à Irajá (Premetro). La ligne est exploitée initialement avec huit voitures articulées.
Essentiellement pour des raisons financières, la construction du métro marque alors une longue pause. Les velléités de reprise des travaux resteront sans effet. La politique de la ville s'oriente vers la création d'un réseau de tramway et la rénovation des lignes de banlieues, avec un résultat également mitigé. Entre 1985 et 1987, la ligne 2 fut complètement arrêtée.

### Une reprise lente de la construction

#### La transformation du pré-métro en ligne 2
Les travaux de construction du métro reprennent lentement sur la ligne 2 avec la construction des stations intermédiaires du tronçon Maracanã - Irajá mis en service en 1983, malgré un prêt important de la banque brésilienne de développement. Il faudra neuf ans pour mettre en service trois stations supplémentaires. La ligne devient métro lors de la mise en service du tronçon Irajá - Pavuna en 1998.

#### La suite de la construction de la ligne 1
Malgré l'annonce de plans ambitieux,, seule la section Botafogo à Cardeal Arcoverde (Copacabana) est mise en service le 2 juillet 1998, avec une seule station supplémentaire. Il fallut attendre six ans encore pour qu'une mise en service, partielle, soit inaugurée le 21 décembre 2002 sur le tronçon Cardeal Arcoverde - Siqueira Campos. Le service régulier ne le sera qu'en mars 2003. Il faudra encore douze ans et trois mises en service pour que la ligne 1 atteigne, station par station, son expansion actuelle.

#### Construction de la ligne 4
En 1995, la compagnie de métro a développé un plan d'extension du réseau vers Barra da Tijuca. Ce plan prévoyait le prolongement de la ligne 1 à partir de la station Saens Pena en direction de Joquei et la construction de la ligne 4 : Joquei - Jardim Oceânico. Un appel d'offres est publié en juillet 1998 pour une construction sous forme de B.O.T. (Build-operate-transfer) pour une durée de 25 ans. Le consortium Rio Barra, candidat unique, remporte le marché en novembre. La mise en service de la ligne, 16 km et 4 stations avec 14 trains de 4 véhicules, est alors prévue pour 2003, puis pour les Jeux panaméricains de 2007. Cette construction ne sera jamais achevée et en 2006 n'est plus signalée qu'à l'état de projet.
La construction de la ligne 4 est reprise en juin 2010 par le consortium CL4S. Elle relie Ipanema au quartier de Barra da Tijuca. Le projet a été lancé en vue des Jeux olympiques d'été de 2016, dont les compétitions sont basées en partie à Barra da Tijuca. Le terminus a pour nom Jardim Oceanico. Sur son trajet, la ligne dessert également d'autres quartiers de la zone sud de Rio de Janeiro : Leblon, Gávea, São Conrado et Rocinha. Les travaux avancèrent bien plus vite avec un tunnelier. La ligne est inaugurée le 30 juillet 2016, une semaine avant le début de la compétition, par le président brésilien par intérim Michel Temer.
La ligne fonctionne en service limité à partir du 1er août, puis en service régulier de 6 h 00 à 21 h 00 à partir du 19 septembre 2016 et enfin en service régulier de 5 h 00 à 24 h 00 à partir du 18 décembre 2016. Le 25 mars 2017, les trains de la ligne 4 commencent à circuler sur la ligne 1 jusqu'au terminus Uruguai.

### Évolution de la fréquentation
En 1982, le nombre de voyages effectués est de 98 millions, puis 118 millions en 1983 avec l'arrivée de la ligne 2. L'intervalle aux heures de pointe est de 3 min 45 s. Le métro transportait 450 000 passagers par jour ouvrable en 1983. Le trafic chute à son niveau le plus bas en 1990, avec 59 millions de passagers, les stations inachevées et le matériel roulant défectueux limitant la qualité de service offerte. Par la suite les chiffres remontent, d'abord lentement (350 000 passagers par jour en 1994). Un effort de rénovation est fait à partir de 1995, en particulier avec une remise à niveau des véhicules. En 1997, la fréquentation de métro remonte à 400 000 passagers quotidiens (107 millions de passagers dans l'année). Néanmoins, à la fin du siècle passé, les transports sur rail n’assurent que 7% des 13 millions de déplacements quotidiens dans la Région Métropolitaine de Rio de Janeiro. En 2005, la part du métro dans les transports publics n'est toujours que de 5,3%, avec 510 000 passagers par jour (septembre 2006), celle des trains de banlieue de 4,2%.
En 2011, il est le deuxième métro le plus fréquenté du pays, transportant environ 640 000 passagers par jour, pour un total d'environ 180 millions par an. Cette année-là, les taux de fréquentation du métro de Rio de Janeiro ont été les plus élevés du pays.
| Ligne | Date              | Section (stations)                                         | Longueur | Stations | Observations       |
| ----- | ----------------- | ---------------------------------------------------------- | -------- | -------- | ------------------ |
|       | 19 mars 1979      | Praça Onze, Central, Presidente Vargas, Cinelândia, Glória | 5 km     | 5        | Service limité     |
|       | Mars 1980         | Station Uruguaiana                                         | 0        | 1        |                    |
|       | 20 septembre 1980 | Praça Onze - Estácio                                       | km       | 1        |                    |
|       | Janvier 1981      | Station Carioca                                            | 0        | 1        |                    |
|       | 17 septembre 1981 | Glória - Botafogo                                          | km       | 4        |                    |
|       | 3 mai 1982        | Estácio - Saens Pefia (Tijuca)                             | 3,6 km   | 3        |                    |
|       | 19 novembre 1982  | Estácio - Maracanã                                         | 2,9 km   | 3        | Section provisoire |
|       | 12 mars 1983      | Maracanã - Irajá                                           | 5,1 km   | 5        | Pré-métro          |
|       | Juin 1988         | Station Triagem                                            | 0        | 1        |                    |
|       | Mars 1991         | Station Engenho da Rainha                                  | 0        | 1        |                    |
|       | Septembre 1996    | Station Tomás Coelho                                       | 0        | 1        |                    |
|       | 2 juillet 1998    | Botafogo - Cardeal Arcoverde (Copacabana)                  | 1,7 km   | 1        |                    |
|       | 31 août 1998      | Irajá - Pavuna                                             | km       | 4        | Métro              |
|       | 24 septembre 1998 | Station Engenheiro Rubens Paiva                            | 0        | 1        |                    |
|       | 21 décembre 2002  | Cardeal Arcoverde - Siqueira Campos                        | 1 km     | 1        | Service limité     |
|       | 27 février 2007   | Siqueira Campos - Cantagalo                                | 1,2 km   | 1        |                    |
|       | 22 décembre 2009  | Cantagalo - Ipanema / General Osório,                      | 0,7 km   | 1        |                    |
|       | 22 décembre 2009  | São Cristóvão - Central                                    | 2,8 km   | 2        | Métro              |
|       | 1 novembre 2010   | Station Cidade Nova                                        | 0        | 1        |                    |
|       | 15 mars 2014      | Saens Peña - Uruguai                                       | 1,3 km   | 1        |                    |
|       | 1 août 2016       | General Osório - Jardim Oceânico                           | 16       | 6 (5)    | Service limité     |

## Réseau actuel

### Aperçu général

Carte du réseau de transport public de Rio de Janeiro.

Les 3 lignes en exploitation sont les lignes 1, 2 et 4 qui totalisent 41 stations et 53,8 km (60,1 km en comptant le tronc commun lignes 1 et 2).
Les lignes 1 et 2 partagent un tronc commun entre les stations Botafogo et Central. La ligne 1 s'étend ensuite plus au sud vers Leblon d'une part et plus à l'ouest vers le quartier de Tijuca d'autre part, tandis que la ligne 2 s'étend plus au nord, en direction de la ville limitrophe de São João de Meriti.
| Ligne | Parcours                         | Mise en service | Dernière extension | Longueur          | Nombre de stations | Durée du trajet | Horaires(*)   |
| ----- | -------------------------------- | --------------- | ------------------ | ----------------- | ------------------ | --------------- | ------------- |
|       | Uruguaí ↔ Ipanema/General Osório | 1979            | 2014               | 17,4 km           | 20                 | 40 min          | 5h00 à 24h001 |
|       | Pavuna ↔ Botafogo                | 1982            | 2010               | 30,4 km (24,1 km) | 26 (16)            | 53 min          | 5h00 à 24h001 |
|       | General Osório ↔ Jardim Oceânico | 2016            | -                  | 16 km             | 5                  | 34 min          | 6h00 à 23h001 |

### La ligne 1
La ligne 1, entièrement souterraine, est la ligne la plus fréquentée du réseau et  est principalement desservie par des trains anciens. Les stations de plage au-delà de Botafogo sont plus élégantes et ont des œuvres d'art et des caractéristiques de conception uniques, en particulier Cardeal Arcoverde creusée dans une montagne. Ses arches sont éclairées au sol pour lui donner une atmosphère merveilleuse. La station terminus General Osório dispose également de mezzanines. Les stations du centre sont assez proches les unes des autres et très fréquentées jusqu'à Botafogo et les plages.

### La ligne 2
La ligne 2 (30,4 km dont 6,3 km est partagée avec la ligne 1) dispose de 26 stations (dont 10 partagées avec la ligne 1) et utilise principalement le parc de matériel roulant moderne. La section indépendante de la ligne au-delà de Central mesure 24,1 km de long et cette partie du réseau est principalement surélevée ou à niveau (1,5 km de métro sur de courtes distances) alors qu'elle se dirige vers le nord-ouest vers les parties les plus pauvres de la ville. Les sections surélevées autour d'Irajá, Triagem et Cidade Nova offrent des vues spectaculaires sur la ville, les montagnes et les favelas. Les stations sur cette partie de la ligne sont assez basiques et ont principalement des quais latéraux. Cette ligne est parallèle aux voies de SuperVia (séparées par un mur) de Central à Triagem et fournit une correspondance avec le rail suburbain en plusieurs points. Le week-end, cette ligne se termine dans le centre-ville, empruntant l'ancienne ligne principale (maintenant une branche) de São Cristóvão à Estácio. Estácio est une station à deux niveaux avec les plates-formes de la ligne 2 situées sous les plates-formes principales de la ligne 1 (cette branche n'est incluse dans aucun total de km).

### La ligne 4
La ligne 4 (entièrement souterraine sauf un pont de 0,6 km traversant l'entrée de Tijuca) est un prolongement au sud de la ligne 1, en direction de Barra da Tijuca. Elle fonctionne en semaine uniquement depuis la zone côtière sud-ouest autour de Jardim Oceânico jusqu'au terminus de la ligne 1 à General Osório. C'est donc la moins utilisée des trois lignes. Ouverte pour les Jeux olympiques de 2016, cette ligne comporte cinq nouvelles stations grandes et bien conçues avec un mélange de plates-formes latérales et insulaires. La correspondance entre la ligne 4 et la ligne 1 à General Osório implique une longue marche, un long trajet en escalator et le passage à travers des tourniquets sans perception. La ligne est indépendante de la ligne 1 et utilise son propre lot de matériel roulant en trains de 6 voitures.

## Équipements du réseau

### Matériel roulant
| Matériel   | Livraison   | Suppression | Constructeur                          | Nombre de rame | Ligne desservie | Illustration |
| ---------- | ----------- | ----------- | ------------------------------------- | -------------- | --------------- | ------------ |
| Série 1000 | 1978 - 1984 | en service  | Budd, Mafersa, Westinghouse, Villares | 24             |                 |              |
| Série 2000 | 1997 - 1998 | en service  | Mafersa, Alstom                       | 6              |                 |              |
| Série 3000 | 1979 - 1990 | 2004        | BN, Cobrasma, Siemens                 | 30             |                 |              |
| Série 4000 | 2012 - 2015 | en service  | CRRC                                  | 19             |                 |              |
| Série 5000 | 2012 - 2015 | en service  | CRRC                                  | 15             |                 |              |

#### Série 1000 et 2000

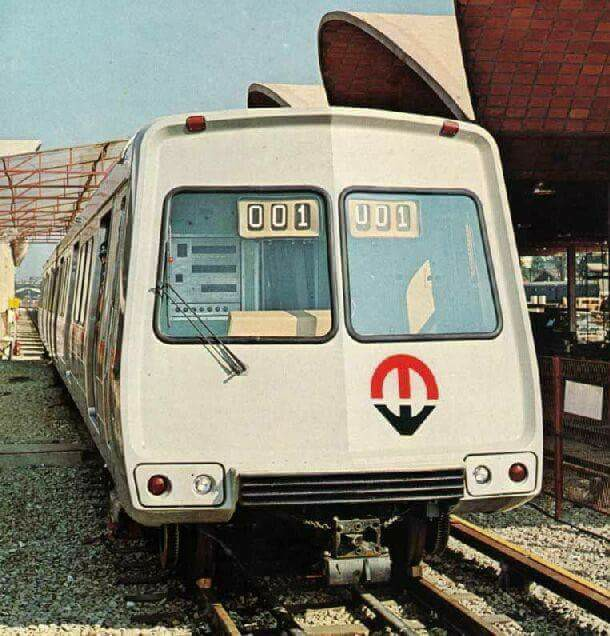
Matériel roulant 1979 (série 1000).

Les véhicules livrés initialement pour la ligne 1 (série 1000) sont de fabrication essentiellement brésilienne (Mafersa (en)). Les trains, en formation de six voitures, sont alimentés par un troisième rail en 750 V cc. Ils circulent sur des voies à écartement large (1 600 mm). Leur vitesse maximale est de 100 km/h. Les voitures en acier inoxydable, du type A ou B (avec ou sans cabine conducteur), fonctionnent en conduite automatique (avec conducteur). La grande taille des véhicules, 3 200 mm de largeur, permet de transporter un très grand nombre de passagers.
Le métro de Rio avait passé en 1975 une commande initiale de 270 véhicules à Mafersa (en), mais ceux-ci ne seront livrés que lentement à partir de 1978. Un autre contrat, signé en juillet 1981, portait sur la livraison de 170 voitures d'une valeur de 214,2 millions US$. Les huit premiers véhicules ont été livrés en janvier 1983. En 1983 la ligne 1 ne disposait que de 108 véhicules, et en 1987 de 114 véhicules (19 trains de six voitures). Les difficultés financières étaient telles que, le métro ne pouvant acheter les pièces détachés, certains véhicules furent transformés en réservoirs à pièces détachées pour les autres qui tombaient en panne.
En 1996, le métro de Rio de Janeiro a attribué un contrat à Mafersa, en coopération avec la société Alstom, pour la reconstruction de 28 voitures pour sa ligne 1 et la livraison d'un nouveau matériel qui sera livré à partir de juillet 1998 sur la ligne 2 (série 2000). Le métro réparera 16 autres voitures dans ses propres ateliers. En utilisant quatre voitures existantes, cela fournit au métro huit autres trains de six voitures, même pas suffisants pour soulager la congestion sur la ligne 1.
En 1999, le métro ne disposera au total que de 17 trains de six véhicules en état de marche sur la ligne 1.
Le métro de Rio de Janeiro finira par disposer, en 2006, de 33 trains de six véhicules de ce parc (Alstom-Mafersa) qui circuleront sur les lignes 1 (16 trains) et 2 (17 trains), en formation de six véhicules sur la ligne 1 et de quatre sur la ligne 2, les autres trains étant mis hors service. Entre 2015 et 2016, le concessionnaire a rénové ces trains pour améliorer leurs performances et accroître le confort des clients.

#### Série 3000 (véhicules articulés)

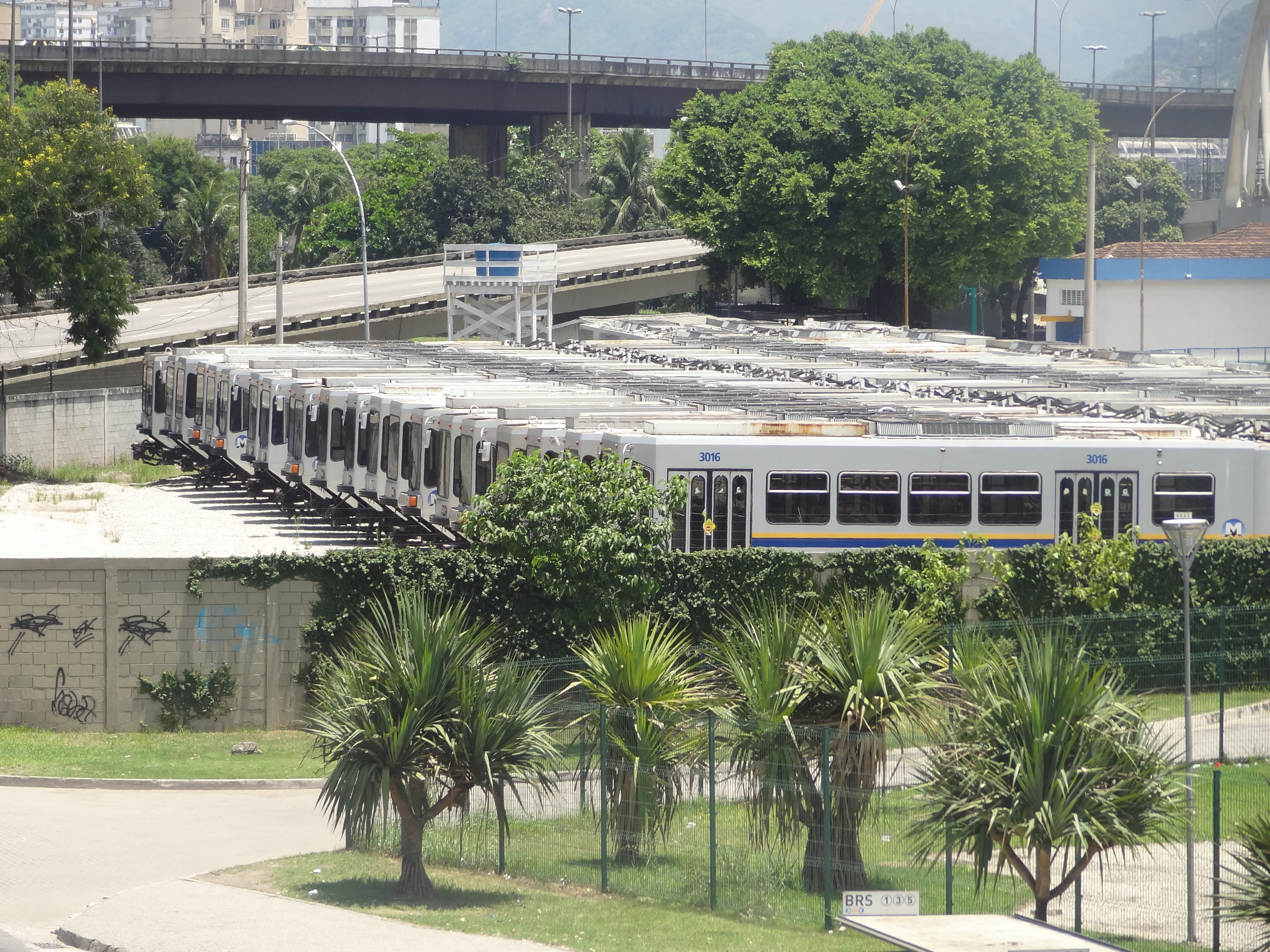
Rames de la série 3000 au garage à Cidade Nova.

Les véhicules de la ligne 2 (pré-métro) sont à l'origine alimentés par caténaire sous tension de 250 V. Leur vitesse maximale est de 80 km/h. Ils sont ensuite remplacés par des véhicules aux mêmes caractéristiques que ceux de la ligne 1. Ces véhicules sont de fabrication conjointe Cobrasma (pt) - BN. La société BN construisit deux prototypes et les six premiers véhicules. La production des autres véhicules fut reprise par Cobrasma avec une motorisation Siemens. Metro Rio disposait en 1985 de 18 véhicules articulés sur une commande initiale de 68 véhicules. Trois ans plus tard la ligne 2 ne disposait que cinq trains de six véhicules. En 1998 le métro disposera de 7 trains de quatre voiture (pré-métro) qui seront mis progressivement hors service à partir de la transformation du pré-métro en métro lors de l'arrivée des nouvelles rames, finalement en 2004. Par la suite il n'y aura donc plus en circulation que des trains de six voitures.

#### Séries 4000 et 5000
Lorsque MetrôRio intègre Invepar, un apport de fonds significatif permet l'acquisition de 19 trains de six véhicules (série 4000) pour renforcer le parc des lignes 1 et 2. Commandés à la société chinoise Chanchung Railway Vehicles Co. (en) (CRC) en juin 2009, les 19 nouveaux trains ont été mis en service sur les deux lignes entre août 2012 et mars 2013. La vitesse de ces trains peut atteindre 100 km/h. Avec cette acquisition et les améliorations du système, les intervalles ont été réduits à quatre minutes et 30 secondes sur les deux lignes 1 et 2 et à deux minutes et 15 secondes sur le tronçon partagé des deux lignes (de Botafogo à Central) aux heures de pointe.
Pour la ligne 4, le métro de Rio a commandé à la même compagnie chinoise 15 trains de six véhicules (série 5000), qui ont été livrés en 2014 et 2015.

### Automatismes et signalisation
La société Matra Transport installa les premiers automatismes de trains, identiques à ceux du métro de Paris, sur les deux lignes, Compte-tenu des mises en service successives et de l'absence de contrat de maintenance, pour raison financière, la pérennité de ces automatismes ne semble pas avoir été assuré.

## Exploitation et fréquentation

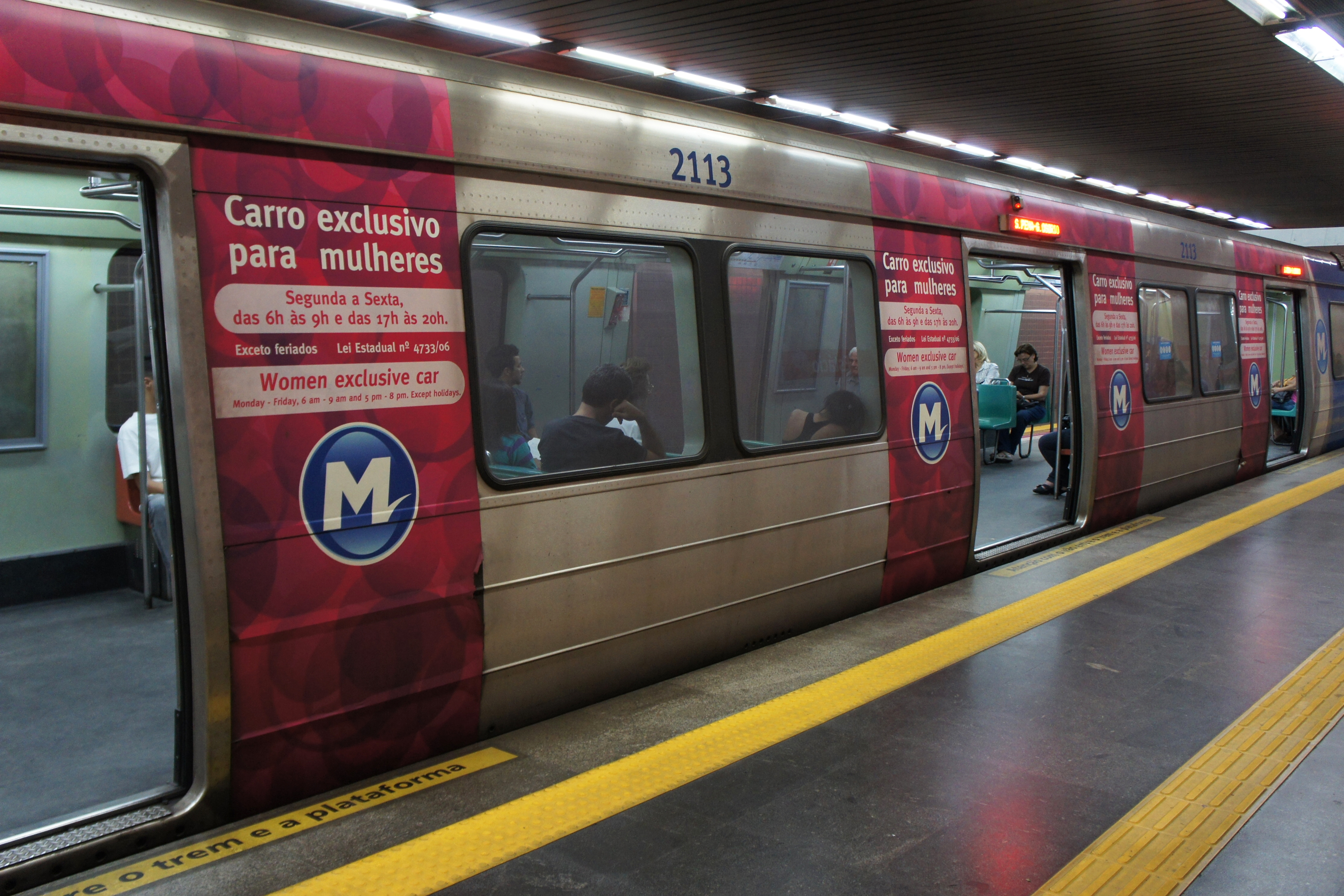
Une voiture réservée aux femmes (en semaine, aux heures de pointe) sur la ligne 1 en janvier 2013.

La gestion de l'exploitation par la compagnie initiale laisse à désirer, tant pour le matériel que pour le personnel. En octobre 1997, des employés de la compagnie se font prendre pour avoir volé des titres de transport dans certains guichets dans l'intention de les revendre dans d'autres. Le gouvernement de la région décide de privatiser et des appels d'offres sont lancés en novembre 1997.
Début 1998, la société MetrôRio, recapitalisée par Opportrans sous le contrôle de l'État de Rio, poursuit la gestion et l'exploitation des deux lignes du métro pour une concession de 20 ans, reconduite pour 20 ans en 2018. Alors qu'avant la privatisation, le métro de Rio employait 5 000 personnes (dont 3 500 dans l'administration et 1 500 en opération), en 2010, après la privatisation, il n'en employait plus que 1 900 (dont 250 dans l'administration et 1 650 en opération). MetrôRio intègre en décembre 2009 le groupe Invepar (Investimentos e Participações em Infra-Structure). MetrôRio compte actuellement[Quand ?] plus de 2 500 employés ; son siège social est situé au centre-ville de Rio de Janeiro.
Les trains sont en circulation de 5h40 à 23 h du lundi au samedi.

## Projets de développement
Deux lignes supplémentaires, les lignes 3 et 6, sont actuellement à l'étude, à des stades plus ou moins avancés. Ces deux lignes font partie, avec la ligne 4, des trois lignes planifiées avant 2004.
La future ligne 3 reliera Rio de Janeiro à Niteroi et São Gonçalo / Alcântara, soit 22 km dont 4 km de tunnel sub-aquatique sous la baie de Guanabara et 12 stations. La connexion avec le réseau actuel se ferait à la station Carioca (ligne 1). Le gouvernement de l'état de Rio de Janeiro envisageait sa construction dès 1998. Elle devrait être financée par le secteur privé. Au début du siècle des appels d'offres ont été annoncés, puis repoussés. Une transformation d'une ligne suburbaine en métro ligne 3 a été annoncée en 2011.
En 2002 des études préliminaires, en 2004-2005, une étude de faisabilité a été réalisée pour une ligne 6. La ligne 6 est prévue pour relier l'aéroport international d'Ilha do Governador à Barra de Tijuca (22 km). Elle desservirait principalement les parties nord et est de la ville (Leopoldina, Baixada) et offrira des correspondances avec la ligne 2 et le service de banlieue de Flumitrens.
En 2014, le gouvernement régional lance des études pour trois nouvelles réalisations.
| Ligne | Parcours                       | Mise en service | Longueur (en km) | Nombre de stations |
| ----- | ------------------------------ | --------------- | ---------------- | ------------------ |
|       | Carioca ↔ Visconde de Itaboraí | en projet       | 22               | 18                 |
| 5     | Gávea ↔ Carioca                | en projet       |                  | 6                  |